# Alexandre de Cabanyes i Marquès
Alexandre de Cabanyes i Marquès (Barcelona, 1877 - Vilanova i la Geltrú, 1972) va ser un pintor vilanoví important a la primera meitat del segle xx.

## Biografia

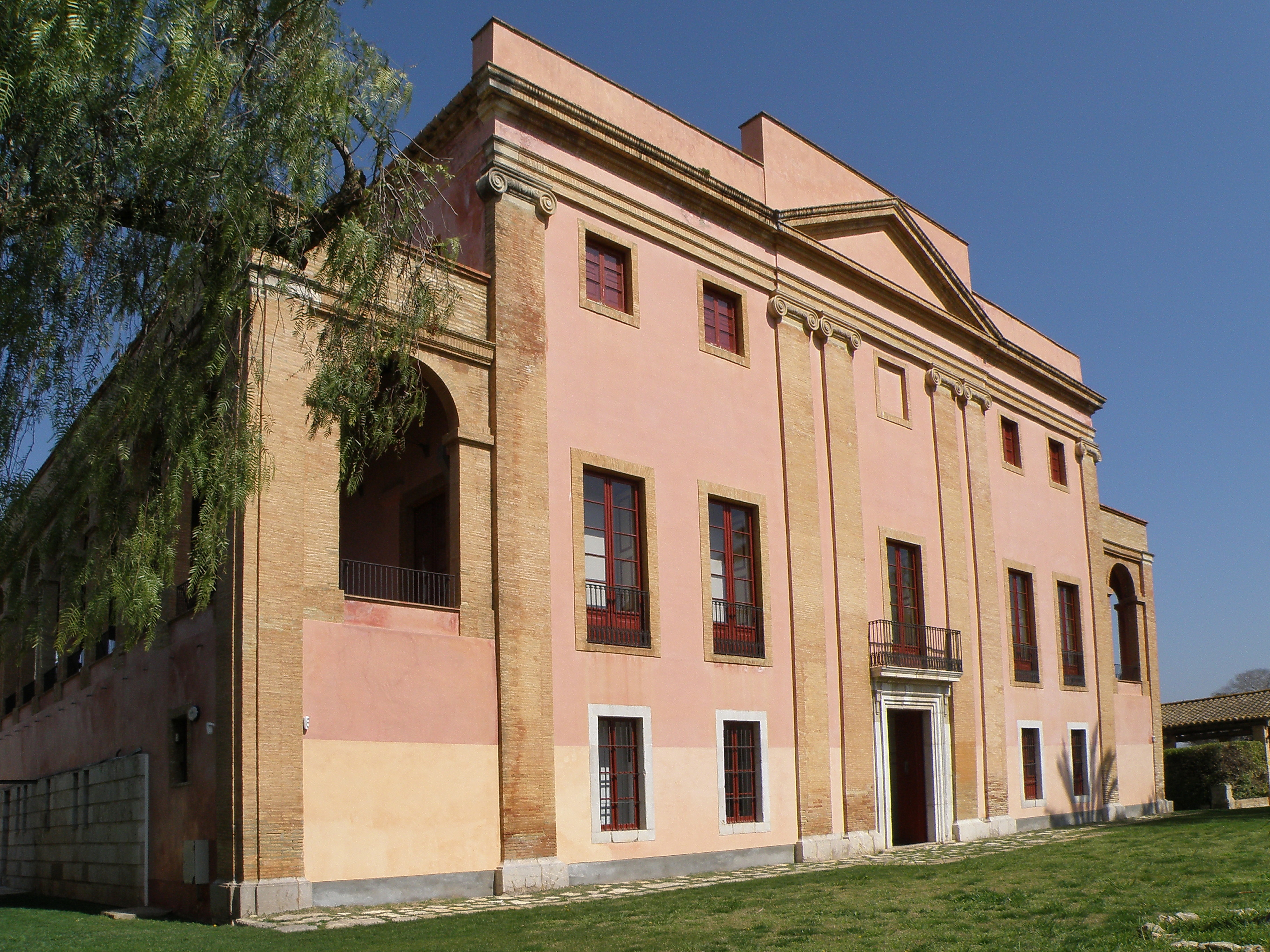
Masia de Can Cabanyes

Fill de Llorenç de Cabanyes i d'Olzinelles i de Leonor Marquès Riba, va estudiar a l'Escola d'Arts i Oficis i al Cercle Artístic de Sant Lluc. Va freqüentar Els Quatre Gats, lloc de trobada d'artistes i intel·lectuals de la Barcelona modernista a principis del segle xx i es va relacionar amb altres pintors a París i a Múnic. La seva primera exposició va tenir lloc a finals de l'any 1900, a Vilanova i la Geltrú, i el 1904 va exposar a la sala Parés de Barcelona, on hi va realitzar d'altres exposicions. També va exposar a les Galeries Laietanes. L'any 1913 participà en l'Exposición d'Artistas Catalanes a Montevideo. Va morir el 23 de març de 1972 a Vilanova i la Geltrú.

## Obra
Les pintures més conegudes d'Alexandre de Cabanyes són les marines de la platja de Vilanova i la Geltrú, població a la que sempre va estar molt lligat.
Actualment es poden trobar pintures seves al Museu Nacional d'Art de Catalunya, al Museu d'Art Modern de Madrid, al Saló de Sant Jordi del Palau de la Generalitat de Catalunya, a la Biblioteca-Museu Víctor Balaguer i a la Masia d'en Cabanyes de Vilanova i la Geltrú.

## Reconeixement
- Fill predilecte de Vilanova i la Geltrú (1957)
- L'Orde d'Alfons X el Savi (1972)
- El seu municipi natal li va dedicar un carrer.[5]